# Orchowice
Orchowice (ukr. Орховичі) – wieś na Ukrainie, w rejonie samborskim obwodu lwowskiego. Wieś liczy 248 mieszkańców.
W II Rzeczypospolitej do 1934 samodzielna gmina jednostkowa. Następnie należała do zbiorowej wiejskiej gminy Dydiatycze w powiecie mościskim w woj. lwowskim. Po wojnie wieś weszła w struktury administracyjne Związku Radzieckiego.